# Erwin Feller
Erwin Feller (* 8. Februar 1911 in Straßburg, Elsass; † 29. November 1991 in Heidelberg) war ein deutscher Politiker (GB/BHE).

## Leben und Beruf
Feller studierte Staats- und Sozialwissenschaften, Geschichte, Philosophie und neue Sprachen in Tübingen, Frankfurt, Paris, Berlin und Jena. Er war seit 1928 Mitglied der Burschenschaft Germania Straßburg/Frankfurt (heute Tübingen). Nach dem Studium arbeitete Feller als Studienrat im Elsass. 1939–1942 war er in der Wehrmacht, wurde dann versehrt entlassen, und war 1943/44 im Schuldienst im Elsass. 1944/45 war er erneut Soldat. 1947 kam er als Studienrat in den Staatsdienst von Württemberg-Hohenzollern, und war später Direktor eines Heidelberger Gymnasiums.
Partei
1950 trat er der DG/BHE bei und wurde 1952 stellvertretender und von 1956 bis 1964 Landesvorsitzender des GB/BHE und später der GDP. 1964 trat er aus der GDP aus.

## Abgeordneter
1952/53 war Feller Mitglied der Verfassunggebenden Landesversammlung Baden-Württemberg und von 1953 bis 1957 Bundestagsabgeordneter für den GB/BHE, dessen Fraktion er 1956/57 führte, nachdem er bereits seit 1955 stv. Fraktionsvorsitzender gewesen war. Von 1953 bis 1957 war er außerdem stellvertretender Vorsitzender des Bundestagsausschusses für Kulturpolitik.
Der ehemalige DDR-Geheimdienstchef Markus Wolf behauptete in seinen Memoiren Spionagechef im geheimen Krieg, dass Feller Kontakte zum DDR-Auslandsnachrichtendienst hatte: „Bei diesen Kontakten vermengte sich der nachrichtendienstliche Aspekt mit dem Interesse, Einfluss zu nehmen.“ (Seite 163). Der Bundesbeauftragte für die Stasi-Unterlagen hat im März 2013 in seinem Gutachten Der Deutsche Bundestag 1949 bis 1989 in den Akten des Ministeriums für Staatssicherheit (MfS) der DDR festgestellt, dass er diese Andeutung weder bestätigen noch widerlegen könne.